# Comuna Grabova, Codâma
Grabova (în ucraineană Грабове, transliterat: Hrabove) este o comună în raionul Codâma, regiunea Odesa, Ucraina, formată din satele Grabova (reședința) și Serhiivka.

## Demografie
Componența lingvistică a comunei Grabova
     Ucraineană (96,64%)
     Rusă (1,9%)
     Română (1,01%)
     Alte limbi (0,12%)
Conform recensământului din 2001, majoritatea populației comunei Grabova era vorbitoare de ucraineană (96,64%), existând în minoritate și vorbitori de rusă (1,9%) și română (1,01%).